# فيليكس فوكس
فيليكس فوكس (بالألمانية: Felix Fox)‏ هو معلم موسيقى وملحن وعازف بيانو ألماني، ولد في 25 مايو 1876 في فروتسواف في بولندا، وتوفي في 24 مارس 1947 في بوسطن في الولايات المتحدة.